# Frauen-Bundesliga 2014-2015
La Frauen-Bundesliga 2014-2015 è stata la 25ª edizione della massima divisione del campionato tedesco femminile di calcio. Il campionato è iniziato il 30 agosto 2014 e si è concluso il 10 maggio 2015. Il Bayern Monaco ha vinto il campionato per la prima volta nella sua storia. Capocannoniere del torneo è stata Célia Šašić, calciatrice dell'1. FFC Francoforte, con 21 reti realizzate.

## Stagione

### Novità
Dalla Frauen-Bundesliga 2013-2014 sono stati retrocessi in 2. Frauen-Bundesliga il Cloppenburg e il Sindelfingen, mentre dalla 2. Frauen-Bundesliga sono stati promossi l'Herforder (il gruppo Nord era stato vinto dalla squadra riserve del Turbine Potsdam) e il Sand.

### Formula
Le 12 squadre si affrontano in un girone all'italiana con partite di andata e ritorno, per un totale di 22 giornate. La squadra prima classificata è dichiarata campione di Germania, mentre le ultime due classificate vengono retrocesse in 2. Frauen-Bundesliga. Le prime due classificate sono ammesse alla UEFA Women's Champions League 2015-2016.

## Squadre partecipanti
| Club               | Stagione | Città                 | Stadio                        | Stagione 2013-2014                    |
| ------------------ | -------- | --------------------- | ----------------------------- | ------------------------------------- |
| 1. FFC Francoforte | dettagli | Francoforte sul Meno  | Stadion am Brentanobad        | 2º posto in Frauen-Bundesliga         |
| Bayer Leverkusen   | dettagli | Leverkusen            | Ulrich-Haberland-Stadion      | 7º posto in Frauen-Bundesliga         |
| Bayern Monaco      | dettagli | Monaco di Baviera     | Sportpark Aschheim            | 4º posto in Frauen-Bundesliga         |
| Friburgo           | dettagli | Friburgo in Brisgovia | Möslestadion                  | 8º posto in Frauen-Bundesliga         |
| Herforder          | dettagli | Herford               | Friedrich-Ludwig-Jahn-Stadion | 2º posto in 2. Frauen-Bundesliga Nord |
| Hoffenheim         | dettagli | Hoffenheim            | Wirsol Rhein-Neckar-Arena     | 9º posto in Frauen-Bundesliga         |
| Jena               | dettagli | Jena                  | Sportzentrum Oberaue          | 5º posto in Frauen-Bundesliga         |
| MSV Duisburg       | dettagli | Duisburg              | PCC-Stadion                   | 10º posto in Frauen-Bundesliga        |
| Sand               | dettagli | Willstätt             | Kühnmattstadion               | 1º posto in 2. Frauen-Bundesliga Sud  |
| SGS Essen          | dettagli | Essen                 | Stadion Essen                 | 6º posto in Frauen-Bundesliga         |
| Turbine Potsdam    | dettagli | Potsdam               | Karl-Liebknecht-Stadion       | 3º posto in Frauen-Bundesliga         |
| Wolfsburg          | dettagli | Wolfsburg             | AOK Stadion                   | Campione di Germania                  |

## Classifica finale
Fonte: sito ufficiale
|  | Pos. | Squadra            | Pt | G  | V  | N | P  | GF | GS | DR  |
|  | ---- | ------------------ | -- | -- | -- | - | -- | -- | -- | --- |
|  | 1.   | Bayern Monaco      | 56 | 22 | 17 | 5 | 0  | 56 | 7  | +49 |
|  | 2.   | Wolfsburg          | 55 | 22 | 17 | 4 | 1  | 67 | 4  | +63 |
|  | 3.   | 1. FFC Francoforte | 53 | 22 | 17 | 2 | 3  | 74 | 19 | +55 |
|  | 4.   | Turbine Potsdam    | 48 | 22 | 15 | 3 | 4  | 52 | 24 | +28 |
|  | 5.   | SGS Essen          | 28 | 22 | 8  | 4 | 10 | 32 | 36 | -4  |
|  | 6.   | Hoffenheim         | 26 | 22 | 7  | 5 | 10 | 29 | 40 | -11 |
|  | 7.   | Friburgo           | 23 | 22 | 7  | 2 | 13 | 34 | 62 | -28 |
|  | 8.   | Jena               | 20 | 22 | 4  | 8 | 10 | 25 | 40 | -5  |
|  | 9.   | Bayer Leverkusen   | 20 | 22 | 5  | 5 | 12 | 23 | 42 | -19 |
|  | 10.  | Sand               | 19 | 22 | 5  | 4 | 13 | 27 | 43 | -16 |
|  | 11.  | MSV Duisburg       | 17 | 22 | 3  | 8 | 11 | 18 | 49 | -31 |
|  | 12.  | Herforder          | 5  | 22 | 1  | 2 | 19 | 18 | 89 | -71 |

Legenda:
      Campione di Germania e ammessa alla UEFA Women's Champions League 2015-2016
      Ammessa alla UEFA Women's Champions League 2015-2016
      Retrocesse in 2. Frauen-Bundesliga
Note:
Tre punti a vittoria, uno a pareggio, zero a sconfitta.

## Risultati

### Tabellone
|                    | Fra  | BaL  | BaM  | Fri  | Her  | Hof  | Jen  | MSV  | San  | SGS  | Tur  | Wol  |
| ------------------ | ---- | ---- | ---- | ---- | ---- | ---- | ---- | ---- | ---- | ---- | ---- | ---- |
| 1. FFC Francoforte | –––– | 3-0  | 1-2  | 7-0  | 6-1  | 4-0  | 4-1  | 6-0  | 3-0  | 3-1  | 5-1  | 1-1  |
| Bayer Leverkusen   | 1-2  | –––– | 0-4  | 5-1  | 3-0  | 1-1  | 0-1  | 0-0  | 0-1  | 2-3  | 1-6  | 0-3  |
| Bayern Monaco      | 1-1  | 2-0  | –––– | 5-0  | 7-0  | 3-0  | 2-1  | 6-0  | 3-0  | 2-0  | 1-0  | 0-0  |
| Friburgo           | 2-4  | 2-3  | 1-2  | –––– | 2-3  | 1-0  | 3-0  | 2-2  | 3-2  | 1-4  | 2-4  | 0-2  |
| Herforder          | 0-5  | 2-2  | 0-6  | 2-3  | –––– | 2-3  | 0-2  | 1-2  | 1-3  | 0-5  | 1-3  | 0-7  |
| Hoffenheim         | 1-7  | 1-1  | 1-2  | 2-2  | 3-0  | –––– | 1-1  | 1-0  | 1-0  | 3-1  | 1-3  | 0-1  |
| Jena               | 1-2  | 1-2  | 1-4  | 0-2  | 3-3  | 1-1  | –––– | 1-1  | 3-1  | 1-1  | 2-3  | 0-4  |
| MSV Duisburg       | 0-4  | 2-0  | 0-0  | 0-2  | 4-0  | 0-4  | 1-1  | –––– | 1-1  | 1-2  | 3-3  | 0-3  |
| Sand               | 1-2  | 1-2  | 1-2  | 1-3  | 4-2  | 3-2  | 1-1  | 4-1  | –––– | 0-1  | 1-1  | 0-4  |
| SGS Essen          | 1-3  | 1-0  | 0-0  | 5-1  | 2-0  | 1-3  | 1-2  | 0-0  | 2-2  | –––– | 0-1  | 0-4  |
| Turbine Potsdam    | 2-1  | 0-0  | 0-1  | 6-1  | 4-0  | 3-0  | 3-1  | 1-0  | 2-0  | 3-1  | –––– | 2-0  |
| Wolfsburg          | 2-0  | 5-0  | 0-0  | 3-0  | 10-0 | 3-0  | 0-0  | 7-0  | 2-0  | 4-0  | 2-1  | –––– |

## Statistiche

### Classifica marcatrici
Fonte: sito ufficiale
| Gol | Rigori |  | Giocatore          | Squadra            |
| --- | ------ |  | ------------------ | ------------------ |
| 21  | 2      |  | Célia Šašić        | 1. FFC Francoforte |
| 15  |        |  | Kerstin Garefrekes | 1. FFC Francoforte |
| 13  |        |  | Alexandra Popp     | Wolfsburg          |
| 11  | 2      |  | Martina Müller     | Wolfsburg          |
| 11  |        |  | Sandra Starke      | Friburgo           |
| 10  |        |  | Genoveva Añonma    | Turbine Potsdam    |
| 9   |        |  | Katie Stengel      | Bayern Monaco      |
| 8   |        |  | Eunice Beckmann    | Bayern Monaco      |
| 8   |        |  | Ilaria Mauro       | Sand               |
| 8   | 1      |  | Dzsenifer Marozsán | 1. FFC Francoforte |
| 8   |        |  | Christine Veth     | Sand               |